# Alberto Jacinto Armando
Alberto José Armando (Santa Fé, 1910 - Buenos Aires, 28 de novembro de 1998) foi um célebre dirigente esportivo argentino.
Armando presidiu o Boca Juniors por duas vezes. Na primeira, no biênio 1954/55, o clube faturou seu primeiro título em dez anos (em 1954) e, sob sua orientação, seria construído o museu do Boca, para as comemorações do cinquentenário do time (em 1955). Voltou em 1960 e só deixaria novamente o cargo vinte anos depois. No período, iniciou-se as construções da Ciudad Desportiva do clube, em um terreno doado pelo governo.
Em campo, o time, naquelas duas décadas, viveria grandes momentos, vencendo sete vezes o campeonato argentino e chegando três vezes às finais da Taça Libertadores da América; a primeira delas, perdida para o Santos de Pelé em 1963, foi também a primeira vez que uma equipe argentina chegava tão longe na competição. As outras duas foram conquistadas consecutivamente, em 1977 e 1978, sendo as primeiras dos xeneizes, que venceram também seu primeiro Mundial Interclubes, em 1978. Outras conquistas incluíam a Copa da Argentina de 1969, a Copa Mohammed IV no Marrocos, o Troféu Cidade de San Sebastián e uma Copa do Rio da Prata, dentre outras.
Em 2000, pouco mais de um ano após a sua morte, o Estadio Camilo Cichero, nome oficial da La Bombonera desde 1940, seria trocado para Estadio Alberto J. Armando, em homenagem ao homem que por mais tempo ocupou a presidência do Boca Juniors.